# Paranerita
Paranerita is een geslacht van vlinders van de familie spinneruilen (Erebidae).

## Soorten
- P. alboapicalis Rothschild, 1909
- P. androconiata Rothschild, 1909
- P. aurantiipennis Rothschild, 1909
- P. basirubra Reich, 1935
- P. bione Jones, 1914
- P. carminata Schaus, 1905
- P. coccineothorax Rothschild, 1922
- P. columbiana Gaede, 1928
- P. complicata Schaus, 1905
- P. cuneoplagiatus Rothschild, 1922
- P. diversa Rothschild, 1917
- P. fenestrata Rothschild, 1910
- P. flexuosa Schaus, 1911
- P. gaudialis Schaus, 1905
- P. granatina Rothschild, 1909
- P. grandis Rothschild, 1909
- P. haemabasis Dognin, 1914
- P. hyalinata Reich, 1933
- P. inequalis Rothschild, 1909
- P. irma Schaus, 1920
- P. irregularis Rothschild, 1909
- P. kennedyi Rothschild, 1917
- P. klagesi Rothschild, 1909
- P. lophosticta Schaus, 1911
- P. maculata Rothschild, 1909
- P. metapyria Dognin, 1907

- P. metapyrioides Rothschild, 1916
- P. metaxantha Dognin, 1914
- P. niobe Schaus, 1911
- P. occidentalis Rothschild, 1909
- P. orbifer Hampson, 1916
- P. oroyana Rothschild, 1922
- P. patara Druce, 1896
- P. peninsulata Dognin, 1914
- P. persimilis Rothschild, 1909
- P. peruviana Rothschild, 1909
- P. phaeocrota Dognin, 1911
- P. polyxenoides Rothschild, 1909
- P. polyxenus Druce, 1883
- P. rosacea Rothschild, 1909
- P. rubidata Gaede, 1928
- P. rubrosignata Rothschild, 1917
- P. sithnides Druce, 1896
- P. translucida Rothschild, 1917
- P. triangularis Rothschild, 1909